# Tratado de Paris (1856)

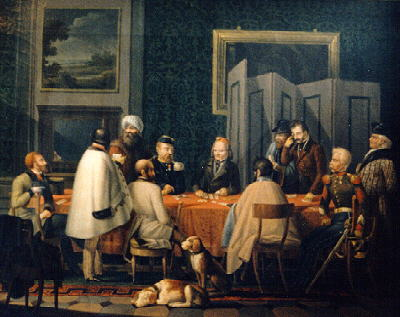
O Congresso de Paris, óleo de desconhecido, c. 1860, Museo nazionale del Risorgimento italiano, Turim.

O Tratado de Paris de 1856 foi o acordo de paz após a Guerra da Crimeia, que opôs, de 1853 a 1856, o Império Russo (derrotado) contra o Império Otomano, a França, a Inglaterra e o Reino da Sardenha. 

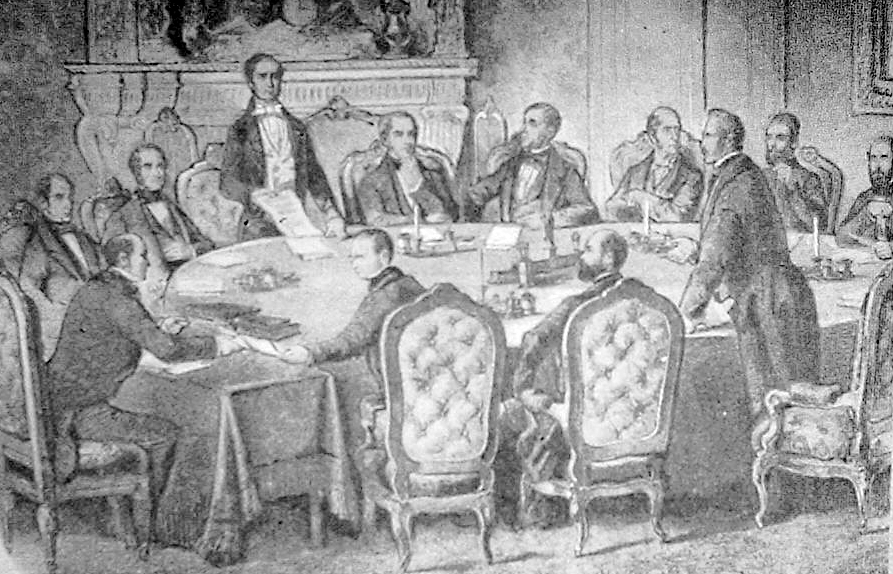
O Congresso de Paris.

Foi assinado em 30 de março de 1856 no Congresso de Paris, presidido pelo imperador francês Napoleão III, sendo garantidos os direitos do Império Otomano. A Rússia cedeu uma parte da Bessarábia (o sul) à Moldávia, neutralizando a sua posição no mar Negro. Cedeu também a embocadura do rio Danúbio para a Turquia e foi proibida de manter bases ou forças navais no Mar Negro. O tratado estabelecia também a liberdade de navegação no Danúbio e assegurava uma administração à Moldávia.
Este conflito assegurou o prestígio europeu do Segundo Império Francês. Pelas querelas europeias, ele significou o fim da Santa Aliança e favoreceu as ações bélicas do Reino da Sardenha e do Reino da Prússia.
Apesar do prestígio garantido ao Segundo Império Francês, do ponto de vista dos interesses de Estado da França, a desagregação do Concerto Europeu e a participação ativa da França na Segunda Guerra de Independência Italiana, três anos após a assinatura do Tratado de Paris, em 1859, provaram-se desastrosas para a diplomacia francesa no longo prazo. 
Em 1859, esperando obter como recompensa o reino de Saboia e Nice, Napoleão III apoia o Piemonte (Reino da Sardenha) contra a Áustria. Agindo dessa forma, a França abriu caminho para a formação de um Estado Nacional italiano, de inspiração liberal, muito mais potente do que a soma dos antigos reinos italianos isolados, amparados na dominação austríaca e na lógica da Legitimidade, do Congresso de Viena.
O mesmo se deu no caso da Prússia. Tendo entrado em guerra contra a Áustria, em favor do Piemonte, a França objetivava, além de obter os mencionados territórios, enfraquecer o Império Austríaco, seu principal adversário alemão. O erro foi ter subestimado o potencial prussiano, agora não mais impedido por mecanismos de freio moral como aqueles estipulados pelo Congresso de Viena. Anos depois, a França e a Europa como um todo assistiriam, impotentes, à materialização de uma forte nação alemã, sob a condução da Prússia. A Unificação da Alemanha viria, portanto, a colocar em cheque não apenas o prestígio, mas também a hegemonia francesa no continente europeu.